# Unión Nacional de Grecia
La Unión Nacional de Grecia (en griego: Εθνική Ένωσις Ελλάδος, Ethniki Enosis Ellados o EEE) fue un partido nacionalista antisemita establecido en Salónica, Grecia, en 1927.
Registrada como una sociedad de ayuda mutua, la EEE fue fundada por comerciantes refugiados de Asia Menor. Según la constitución de la organización, solo los cristianos podían unirse. Sus miembros se oponían a la importante población judía de Salónica.
Fue dirigida por Georgios Kosmidis (Γιώργος Κοσμίδης), un empleado bancario.
Los líderes del partido fueron los principales acusados en el juicio celebrado después del motín de Campbell del 29 de junio de 1931, en el que turbas nacionalistas griegas atacaron el asentamiento judío "Campbell" en la ciudad. (Un cómplice fue Nikolaos Nikos Fardis (Νίκος Φαρδής), editor en jefe del periódico Makedonia).
Las estimaciones sitúan la fuerza del partido en 7.000 miembros en 1932; en 1933, tenía 3.000 miembros marchando a Atenas, en aparente imitación de la marcha sobre Roma de Benito Mussolini en 1922. Sin embargo, obtuvo resultados miserables en las elecciones municipales de 1934 en Salónica, y en 1935, el partido implosionó como resultado de las luchas internas. Fue revivido por las autoridades de ocupación alemanas en 1942, durante la ocupación de Grecia por parte del Eje; muchos miembros de la EEE se convirtieron en destacados colaboradores de los nazis, y muchos más se unieron a los Batallones de Seguridad y ayudaron en la identificación de judíos griegos. Debido a su organización y uniformes paramilitares, el partido era conocido comúnmente como "Los Tres Epsilons" (τα Τρία Εψιλον) o "Los Cascos de Acero" (οι Χαλυβδόκρανοι), en alusión a la organización paramilitar alemana Der Stahlhelm.